# 鉄道コレクション

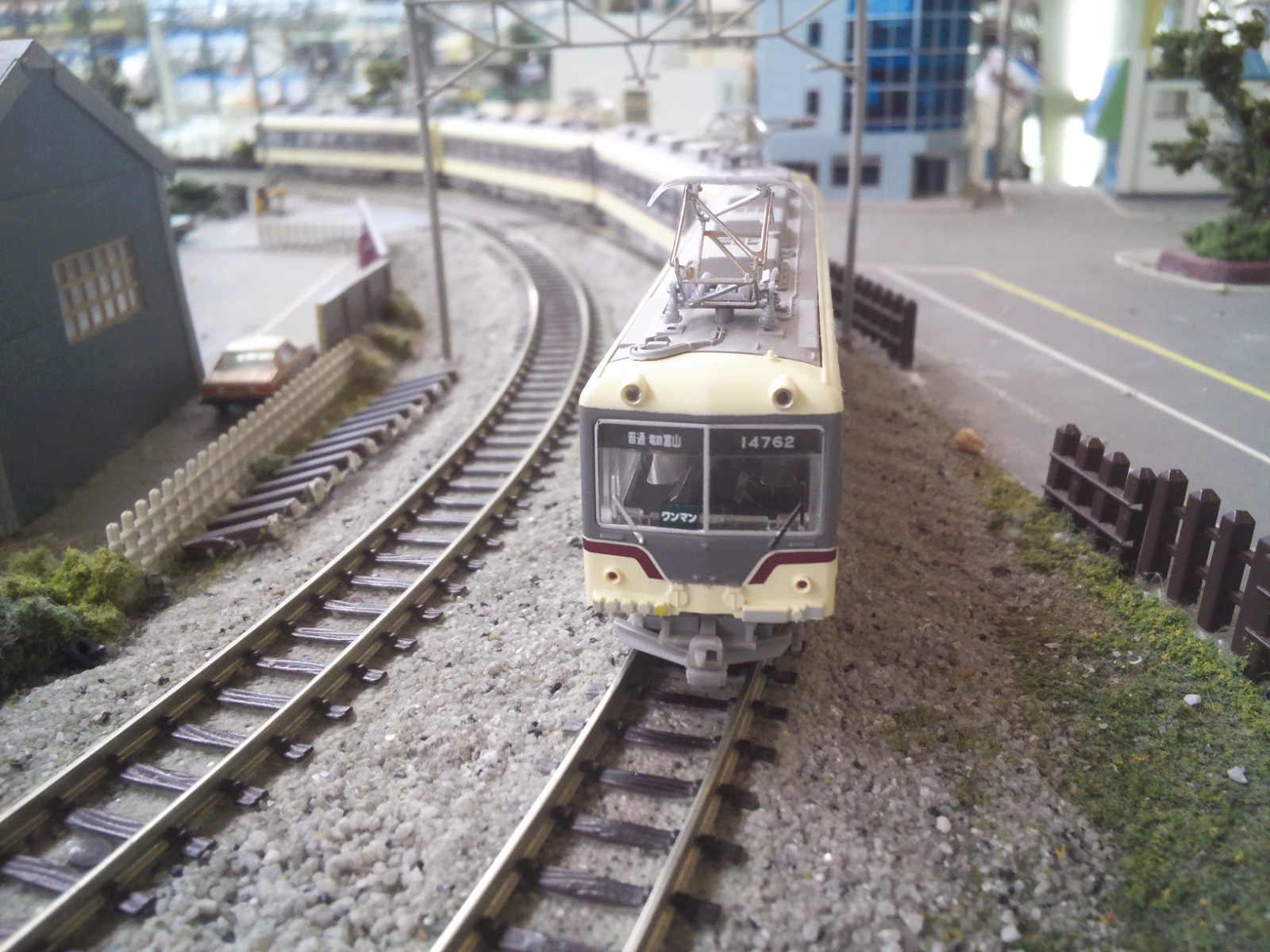
鉄道コレクションをNゲージ化した例

鉄道コレクション（てつどうコレクション）は、2005年からトミーテックより発売されている鉄道車両のディスプレイモデル（展示用模型）である。「鉄コレ」の通称で呼ばれている。シリーズの名称は「鉄道コレクション」だが、トミーテック公式ウェブサイト内では「The 鉄道コレクション」の表記も見られる。

## 概要
トミーテックから発売されている「バスコレクション」や「カーコレクション」、「街並みコレクション」などと同じく縮尺1/150 が採用されている。
これまで同社が展開する鉄道模型ブランドであるTOMIX（トミックス）はもとより、同業他社が殆ど手がけてこなかった、大手・地方私鉄（現在は廃線となった路線も含む）の1960年代 - 1990年代前後に使用されていた車両を各種モデル化したのが特徴。

### 構造
製品の主なパーツ構成は射出成形によるプラスチック製の塗装済み車体と床板、台車、軟質材によるパンタグラフから成り、玩具の手法でコストダウンが図られている。これにディスプレイ用のダミーレールと封入された車両の銘板が付いた台座（一部を除く）が付属する。

### Nゲージ化
鉄道模型として扱うことも考慮されており、Nゲージ化するための専用動力ユニットや走行用パーツセットも用意されている（後述）。パンタグラフはトミーテックをはじめとする同業他社製品に換装することが可能。またトミーテックではこのシリーズの開始直前にミニカーブレールシリーズを発売しており、車両製品と組み合わせることでテーブル上などの限られたスペースでも運転が楽しめるようになっている。

### 販売方式
各弾とも10種類の通常モデルと1種類のシークレットモデルで構成されているブラインドパッケージのレギュラーシリーズと、一般小売店向けオープンパッケージ製品がある。これら通常販売品のほか、鉄道会社限定の特製品や、イベントでの限定品も存在する。
なお、レギュラーシリーズのモデルに関してはモデル化車両の当該事業者がイベント等で限定発売するケースもある。

## 製品

### レギュラーシリーズ
レギュラーシリーズ第1弾・第2弾では、2種類のフリーランス塗色モデル (以下フリーと記す) と、1種類の会社を特定しない二軸貨車の2両セットが存在する。なお、このフリーにはトミーのT・O・M・Yの4文字をあしらったオリジナルの社紋 (通称、「富井電鉄」) が入っている。

#### 第1弾
2005年11月発売。フリーの塗色は小豆色地、窓周り肌色。パンタグラフは全車両PS13が推奨されている。
- 鶴見臨港鉄道モハ100形〔15m級〕
同鉄道の国鉄買収後、地方私鉄へ払い下げられた後の各形式をモデルにしている。
  - 銚子電気鉄道デハ300形 デハ301 - 1970年代後半〜1990年の標準塗色である緋色地、窓回りベージュ。
  - 上田丸子電鉄モハ4250形 モハ4255 - 下半分濃紺、上半分アイボリーの同社鋼製車標準塗色。
  - 静岡鉄道モハ20形 モハ20 - 1960年代の標準塗色であった紺色地、窓周りクリーム色。
  - フリー・モ1031 - 上記3形式と塗色、台車以外は差がない。番号は「トミー」の語呂合わせ。
- 日本鉄道自動車小型車〔12m級〕
同社が地方私鉄に納入した全長12mの電車をモデルにしている。
  - 銚子電気鉄道デハ500形 デハ501 - 緋色地、窓周りベージュ。パンタグラフ側は貫通形。
  - 上田丸子電鉄モハ2320形 モハ2321 - 下半分濃紺、上半分アイボリー。上記銚子電鉄デハ501の譲渡前の姿をモデル化。
  - フリー・モ1032 - 上記2種と異なり、両側とも非貫通である。番号はモ1031の続番。
- 名鉄デキ100形〔12m級〕
かつて同社に在籍した12m級凸型電気機関車のパンタグラフ集電化後の姿をモデル化。
  - デキ104 - 黒地に前面警戒色 (黒・黄色の縞帯)、屋根は灰色。
  - デキ101 - 黒一色。
- 私鉄木造貨車ワフ+ト
大正 - 昭和初期に各地の私鉄に投入された古典的な木造有蓋緩急車と木造無蓋車のセット。
  - 車番はワフ71とト4。塗色は黒一色。
- シークレット
  - 銚子電気鉄道デハ501、旧塗色 - 上田丸子からの譲受当初の塗色であるベージュ地、窓周り赤。
- 専用ケース
11両を収納可能。鶴見臨港鉄道モハ100形の無塗装車が1両入っている。

#### 第2弾
2006年3月発売。フリーの塗色は茶色地、窓周りクリーム色。パンタグラフは全車両PS13が推奨されている。
- 南武鉄道モハ100形〔15m級〕
同鉄道の国鉄買収後、地方私鉄へ払い下げられた後の各形式をモデル化。
  - 日立電鉄モハ2230 - 3扉車。同社の標準塗色であった下半分柿色、上半分クリーム色。片運転台。
  - 総武流山電鉄モハ100形 モハ105 - 両運転台の2扉車。かつての同社標準塗色であった橙色、窓下白帯。
  - 高松琴平電気鉄道70・80形 73・81 - 2扉車。かつての同社標準塗色であった下半分ピンク、上半分クリーム色で、片運転台タイプをモデル化。
  - 熊本電気鉄道モハ120形 モハ121 - 2扉車。下半分マルーン、上半分クリーム色。前面の塗り分けは円弧を描いたいわゆる金太郎塗り。両運転台の2段窓タイプをモデル化。
  - フリー・103 - 塗色、台車以外は総武流山モハ105と同一仕様。
- 新潟交通モワ51形〔12m級〕
同社の鉄道線開業から廃線まで在籍した電動貨車をモデル化。動力ユニットの関係で実車に比べて長さ方向でオーバースケールである。
  - 新潟交通モワ51 - 晩年の塗色である下半分緑色、上半分黄色。
- 高松琴平電気鉄道60形62号〔15m級〕
自社工場で鋼体化された電車で、鋼体化当初は前面2枚窓、非貫通。晩年は前面貫通、3枚窓に改造されていた。実車は1形態1両のみなので、類型車は実在しない。
  - 高松琴平電気鉄道62号 - 晩年の前面貫通、3枚窓の姿。下半分ピンク、上半分クリーム色。
  - フリー・2001 - 前面非貫通、2枚窓。前面の塗り分けは金太郎塗り。塗色、台車以外は下記シークレット62非貫通と同一仕様。
- 私鉄貨車 鋼製ワフ・木造ワ
昭和期の鋼製有蓋緩急車と大正 - 昭和初期の木造有蓋車のセット。ワフは元南海電気鉄道ワブ500形タイプ。
  - 車番はワフ1とワ115。塗色は黒一色。
- シークレット
  - 高松琴平電気鉄道62、非貫通 - 1980年代初期の前面非貫通時代の姿。塗色はノーマルモデルと同じ。
- 専用ケース
10両を収納可能。新潟交通モワ51の無塗装車が1両入っている。

#### 第3弾
2006年9月発売。1950年代から1960年代にかけての初期私鉄高性能車をモデル化しており、前2回にあったフリーと二軸貨車は発売されない。各車とも連結面側のカプラーがラピードカプラーに変更された。パンタグラフは小田急2200形にはPT4212S-AMが、南海21001系にはPG16が推奨されている。
- 小田急2200・2220形〔18m級〕
小田急時代、及び譲渡後の姿をモデルにしている。いずれもM車 (パンタグラフ搭載)、M'車 (パンタグラフなし) の各2種類。小田急用列車無線アンテナ、富士急用スノープラウ、新潟交通用排障器のパーツが付属している。
  - 小田急2200形 デハ2213 (M) - デハ2214 (M') - 後期に使用されていた、現在の小田急鋼製車標準塗色であるケープアイボリー地、窓下ロイヤルブルー帯。
  - 富士急行5700形 モハ5722 (M) - モハ5721 (M') - サラソダブルー地、窓周りオーシャングリーンに窓下白帯の富士急旧塗色。小田急時代2220形であった車輛の晩年期 (ベンチレーター撤去後) をモデル化。
  - 新潟交通2220形 モハ2229 (M) - モハ2230 (M') - 塗色は小田急と同じ。小田急時代2220形であった。本車のみ客用ドアはプロトタイプの仕様に従いプレスドアではなく平滑な外観の通常型となっている。
- 南海21001系〔17m級〕
南海時代の冷房改造後、及び譲渡後の姿をモデルにしている。いずれもM'車 (パンタグラフ搭載)、M車 (パンタグラフなし) の各2種類。
  - 南海21001系 モハ21003 (M') - モハ21004 (M) - 若草色、窓下緑帯の旧塗色。M'車のパンタグラフは2基。座席はセミクロスシートである。
  - 一畑電鉄3000系 デハ3007 (M') - デハ3017 (M) - 下半分白色、上半分山吹色、ドア・前面窓下紺帯の一畑電車現行塗色。M'車のパンタグラフは1基。座席はロングシートである。
- シークレット
新潟交通モハ2229、前面方向幕なし - 衝突事故発生後の修繕によって前面貫通扉が埋め込まれ、方向幕が撤去された姿。
- 専用ケース
8両収納可能。このため、全種類は入らない。新潟交通モハ2229ノーマルモデルの無塗装車が1両入っているが、付属パーツは入っていない。

#### 第4弾
2007年3月発売。17m級旧型国電などがモデル化された。パンタグラフは全車両PS13が推奨されている。
- 富士急行7000形モハ7032 (元クモハ14形) ‐クハ7062 (元クハ16形400番台) - 塗装は第3弾の5700形と同じ。
- 弘南鉄道モハ1121 (元クモハ11形400番台) ‐クハ1611 (元クハ16形400番台)[注釈 3] - かつての同社鋼製車標準塗色である下半分茶色、上半分ベージュ。
- 西武311系クモハ377 (元クモハ11形400番台) - クハ1331 (元クハ16形400番台) - 晩年に同社旧性能車標準塗色となったディープラズベリー地、窓周りトニーベージュのツートンカラー。
- クモハ12形クモハ12000・クモニ13形クモニ13007 - 旧型国電の標準塗色であるぶどう色2号1色。
- 大井川鐵道312系モハ312-クハ512 - かつての同社急行用車両標準色である赤地、窓周りクリーム色。
- シークレット
  - クモハ12002、仙石線旧色・非貫通 - かつての一般型気動車に使用されていたものと同じ朱色4号地、窓周りクリーム4号のツートンカラー。
- 専用ケース
8両収納可能。このため全種類は入らない。弘南鉄道モハ1121の無塗装車が1両入っている。

#### 第5弾
2007年10月発売。私鉄の20m級電車をモデル化。ディスプレイ用レールのパーツ構成が変更され、台座・線路・車止め一体成型で、連結可能なものになっている。また、台車止めピンの色が黒からグレーに変更され、動力車化用の台車枠パーツが同梱されている。パンタグラフは阪神3301形およびえちぜん鉄道MC2200形にはPT4816-AMが、その他の車両にはPS16Pが推奨されている。
- 富士急行3100形 モハ3101-モハ3102〔20m級〕
塗装は第3弾の5700形と同じ。
- 秩父鉄道300系 デハ301-デハ302〔20m級〕
塗装はウォームブラウン地、マルーン帯の旧塗装。列車無線アンテナパーツが付属。
- 長野電鉄2000系 モハ2001-サハ2051-モハ2002〔18m級〕
非冷房時、塗装はファーストレッド地、窓周りストロークリームの通称りんご色。
- 阪神電気鉄道3301形 〔20m級〕
阪神時代、及び譲渡後の姿をモデル化。モデルは実車通り19m級のため、動力車化時は動力ユニットに付属するスペーサーで長さを調整する[注釈 5]。
  - 阪神3301形 3303 - 晩年の下枠交叉形パンタグラフ、冷房付きの姿をモデル化。塗装は上半分クリーム、下半分ボンレッドの同社急行系列旧標準色。
列車無線アンテナパーツが付属。
  - えちぜん鉄道MC2201形 MC2204 - 塗装は白地、青帯、側扉黄帯の同社移管後の現行色。
- 高松琴平電気鉄道1060形 1062〔20m級〕
塗装は第2弾の70・80形と同様。
- シークレット
  - えちぜん鉄道MC1101形 MC1102 - 同社移管後の現行塗色。
- 専用ケース
6両収納可能。このため全種類は入らない。阪神3303の無塗装車が1両入っている。

#### 第6弾
2008年1月31日発売。地方私鉄の17m級車体更新車をモデル化。パンタグラフは全車両PS13が推奨されている。
- 小田急1600形
  - 小田急1600形 デハ1607-クハ1657 - 塗色は紺地、窓周り黄色の旧塗装。
  - 近江鉄道モハ200形・クハ1200形 モハ202-クハ1202 - 塗色は第4弾の西武クモハ377・クハ1331に準じる。
  - 岳南鉄道クハ2100形 クハ2106 - 塗色は橙地、窓下白帯の同社鋼製車色。
- 日車標準車体私鉄車両
  - 岳南鉄道モハ1100形 モハ1103 - 塗色は橙地、窓下白帯の同社鋼製車色。
  - 松本電気鉄道モハ10形 モハ103 - 塗色は窓下橙、窓上灰色の同社鋼製車旧塗色。
  - 新潟交通モハ10形 モハ11 - 塗色は第2弾の同社モワ51形と同様。
- 豊橋鉄道1750系
冷房改造・低運転台化前の登場当初の姿をモデル化。
  - モ1751-ク2751 - ストロークリーム地、窓下スカーレット帯の同社鋼製車旧塗色。
- シークレット
  - 岳南鉄道モハ1100形 モハ1105 (ステンレス製車体)
- 専用ケース
8両収納可能。このため全種類は入らない。日車標準車体 (岳南・松本) の無塗装車が1両入っている。

#### 第7弾
2008年6月発売。私鉄の20m級電車をモデル化。パンタグラフは西武451系各種および大井川鉄道1000系にはPS16Pが、南海および弘南鉄道1521系にはPG16が推奨されている。
- 西武451系
  - 西武451系 クモハ471 - クハ1472 - 塗色は第4弾のクモハ377-クハ1331と同様。列車無線アンテナパーツが付属。
  - 一畑電気鉄道80系 デハ81 - クハ181 - 塗色はクリーム地、青帯の同社旧標準色。
  - 三岐鉄道601系 クモハ601 - クハ1602 - 塗色は山吹地、裾回り橙色の同社標準色。
- 南海1521系
モハ1521形両運転台車のモデル化。モデルは実車通り21m級のため、動力車化時は動力ユニットに付属するスペーサーで長さを調整する。
  - 南海モハ1521形 モハ1522
  - 弘南鉄道モハ1521形 モハ1524
- 大井川鉄道1000系 モハ1001 - クハ2001
列車無線アンテナパーツが2種類[注釈 6]付属。
- シークレット　
  - 西武クハ1651形 クハ1660
- 専用ケース
6両収納可能。このため全種類は入らない。南海1521系の無塗装車が1両入っている。

#### 第8弾
2008年9月発売。16m級の第三軌条方式の地下鉄車両の譲渡車を主にモデル化。第7弾まで行われていた台車枠パーツの同梱は行われていない。パンタグラフは越後交通モハ1400形および岳南鉄道モハ1100形にはPS13が、その他の車両にはPG16が推奨されている。
- 帝都高速度交通営団2000形の譲渡車
  - 日立電鉄3000形 モハ3024 - 塗色は同社譲渡時の赤地、白・灰・黒帯。
  - 銚子電気鉄道デハ1000形 デハ1002 - 塗色は窓上こげ茶、窓下マゼンタの同社標準色。
- 小田急1400形の譲渡車
  - 越後交通モハ1400形・クハ1450形 モハ1401 - クハ1451 - 塗色は窓上ベージュ、窓下茶色の当時の同社標準色。
  - 新潟交通モハ16形・クハ45形 モハ16 - クハ47 - 塗色は第2弾のモワ51・第6弾のモハ11と同様。
  - 岳南鉄道モハ1100形 モハ1107 - 塗色は第6弾のモハ1103等と同様。
- 叡山電鉄デオ300形 デオ301 - 塗色は窓上ベージュ、窓下緑色の京福京都標準色。
- 高松琴平電気鉄道700形 723 - 724 - 志度線移動後の姿をモデル化しているため、塗色は窓上アイボリー、窓下マゼンタの同線標準色。
- シークレット
  - 日立電鉄3000形 モハ3023

2003年に日立電鉄線の旧標準色であるオレンジとクリームのツートンカラーに塗り替えられた姿をモデル化。
- 専用ケース
8両収納可能。このため全種類は入らない。銚子電気鉄道デハ1000形の無塗装車が1両入っている。

#### 第9弾
2008年12月発売。国鉄63系の車体更新車 (全て20m級) を製品化。動力車化用の台車枠パーツが再び同梱されている。パンタグラフは東武7300系にはPG16が、その他の車両にはPS13が推奨されている。
- 小田急1800形 デハ1802 - クハ1852
塗色は第3弾の2200形と同様。列車無線アンテナパーツが付属。
- 秩父鉄道800系 デハ809 - クハ859
塗色は第5弾の300系と同様。列車無線アンテナパーツが付属。
- 山陽電気鉄道700形 709 - 702
塗色は窓上黄色、窓下紺色の同社旧標準色。
- 東武鉄道7300系 モハ7320 - クハ320
塗色は晩年のセイジクリーム一色。
- 国鉄62系 クハ66001 - モハ62501
塗色はスカ色。
- シークレット - 東武鉄道7300系 モハ7329
ノーマルモデルが連結面側にパンタグラフ・ガーランドベンチレーター搭載車両であるのに対し、運転台側にパンタグラフ・押し込み型ベンチレーター搭載車両をモデル化している。塗色はノーマルモデルと同様。
- 専用ケース
6両収納可能。このため全種類は入らない。東武モハ7300形ノーマルモデルの無塗装車が1両入っている。

#### 第10弾
2009年7月30日発売。地方私鉄の16m級気動車を中心にモデル化。シリーズ初となる気動車である。エンジンが別パーツとなり、動力車化用の台車枠パーツが同梱される (新潟交通クハ37を除く)。
- 東急車輛製造製湘南形気動車
  - 東武鉄道熊谷線キハ2000形キハ2002
塗色がセイジクリーム塗装、前照灯が2灯化された路線廃止直前の姿をモデル化。
  - 鹿島鉄道キハ430形キハ431
塗色は窓上クリーム色、窓下橙色のツートン[注釈 7]。前面の塗り分けは直線塗り。
- 羽後交通キハ1形キハ3 
塗色はうぐいす色にあずき色の金太郎塗り。一方に荷台 (バスケット) 付き。実車はDMH17搭載であるが、製品では他と同じDMF13搭載とされている。
- 国鉄キハ04形、及びその譲渡車
  - 国鉄キハ04 21
塗色は一般形気動車色。
  - 遠州鉄道キハ800形キハ802
塗色はスカーレット1色塗り。なお、製品では小型密着自動連結器付きとしているが、実車は軽量自動連結器付きであった。
  - 関東鉄道キハ410形キハ411
塗装は朱色とクリームの同社旧標準色。同形のキハ412との固定編成化による前面改造後の姿をモデル化。
  - 北陸鉄道キハ5200形キハ5201
実車はDMH17B+TC-2を搭載した経歴のある車両で、北陸鉄道では動台車側に荷台 (バスケット) を追加し、連結器を並形自動連結器に交換、運転台側窓を1段下降式に変更、さらに動台車内側にヨークと端梁を追加されていたが、製品では荷台追加と連結器以外は再現されていない。塗色は朱色とクリームだが、廃線時の配色とは両方とも色合いが異なっている[注釈 8]。
  - 同和鉱業片上鉄道キハ300形キハ302
塗色は朱色と窓周りクリームの2色塗装に白線が入った後半の姿をモデル化。前照灯がシールドビーム2灯化されている。
  - 新潟交通クハ37形クハ37
塗色は第2弾のモワ51・第6弾のモハ11・第8弾のクハ47と同様。キハ04グループでは前面・側面・足回りと大幅な改造を受けている。
  - 蒲原鉄道クハ10形クハ10
塗色は窓上辛子色・窓下茶色の同社標準色。前面改造後の姿をモデル化。
- シークレット
  - 鹿島鉄道キハ430形キハ432
前面窓の小型化・側面雨樋が下げられた車体更新後をモデル化。塗色はノーマルモデルのキハ431と同様だが、前面が金太郎塗りとなった。
- 専用ケース
10両収納可能。国鉄キハ04形の無塗装車が1両入っている。

#### 第11弾
2010年1月発売。元・京王帝都電鉄初代5000系から改造され各地に譲渡された車両と、元・名鉄5200系から改造された車両をモデル化。パンタグラフは全車両PG16が推奨されている。
- 京王5000系の譲渡車〔18m級〕
  - 富士急行1000系 モハ1208 - モハ1308
  - 高松琴平電気鉄道1100形 1105 - 1106
塗色は、窓上アイボリー、窓下黄色の琴平線標準色。
  - 一畑電車2100系 デハ2104 - デハ2114
2扉化改造車がモデル化されている。
  - 伊予鉄道700系 モハ712 - クハ762
実車は初期製造の狭幅車。このためモデルも他の3社と差別化が行われている。クハ762には列車無線アンテナパーツが付属。
- 名鉄5200系電車の譲渡車〔19m級〕
  - 豊橋鉄道1900系 モ1903 - モ1953
- シークレット
  - 伊予鉄道700系 モハ722 
ノーマルモデルのモハ712と比較すると運転台寄りに電源装置を搭載、貫通路を縮小。列車無線アンテナパーツが付属。
- 専用ケース
6両収納可能。このため全種類は入らない。高松琴平電気鉄道1100形 (奇数番車) の無塗装車が1両入っている。

#### 第12弾
2010年9月発売。15m級および16m級の中小私鉄車両を主にモデル化。
- 近江鉄道モハ51形及びその譲渡車〔15m級〕
  - モハ51形 モハ51 - 片運転台に改造された姿をモデル化。
  - 銚子電気鉄道デハ700形 デハ701 - 塗色は第8弾のデハ1002と同様。ワンマン改造後の姿をモデル化。
- 上田交通モハ4250形 モハ4257〔15m級〕 - 塗色は第1弾のモハ4255・モハ2321と同様。
- 叡山電鉄デオ600形〔16m級〕　デオ603 - 塗色は第8弾のデオ300形と同様。
- 一畑電気鉄道デハニ50形〔16m級〕 デハニ52 - 塗色は手動扉車を表す橙色地に白帯。
- 一畑電気鉄道デハ1形〔16m級〕 デハ3 - 塗色は第7弾の80系と同様。
- 伊予鉄道モハ100形 (クハ400形電装改造車)及びその譲渡車〔16m級〕
  - 伊予鉄道モハ100形 モハ106 - 末期の両運転台化再改造後の姿。塗色は肌色地、窓周り・車体裾オレンジの同社旧標準色。
  - 銚子電気鉄道デハ800形 デハ801 - 塗色は第8弾のデハ1002と同様。ワンマン改造後の姿をモデル化。
- 高松琴平電気鉄道600形 〔16m級〕　601 - 602  - 塗色は窓上アイボリー、窓下ライトグリーンの長尾線標準色。
- シークレット
  - 銚子電気鉄道デハ700形 デハ702
1960年代に使用されていた水色と空色のツートンカラー
- 専用ケース
8両収納可能。このため全種類は入らない。銚子電気鉄道デハ701の無塗装車が1両入っている。

#### 第13弾
2011年3月発売。20 - 20.5m級の私鉄気動車をモデル化。
- 留萠鉄道キハ1000形 キハ1001〔20m級〕 - 塗装は塗色は窓上クリーム色、窓下緑色のツートン。前面の塗り分けは金太郎塗り。
- 同和鉱業小坂鉄道キハ2100形 キハ2101〔20m級〕 - 塗装は窓上クリーム色、窓下朱色に窓下白帯。
- 茨城交通キハ1000形 キハ1001〔20m級〕 - 塗装は臙脂地に白帯（元々は羽幌炭礦鉄道の塗装で、同社のキハ22形が茨城交通譲渡後もそのままの塗装で使用され、さらには1970年代の同社の標準色となった）。
- 島原鉄道キハ4500形 キハ4501〔20m級〕 - 塗色はクリーム地、雨樋下・窓下・裾回り朱色。正面は三本ひげ塗装。
- 雄別鉄道キハ49200Y形 キハ49200Y1〔20m級〕 - 塗装はクリーム地、裾回り朱色。
- 津軽鉄道キハ24000形 キハ24021〔20m級〕 - 塗装は窓上ベージュ色、窓下オレンジ色。
- 鹿島臨海鉄道キハ2000形 キハ2001〔20m級〕 - 塗装は赤地に白帯・窓周り黒の同社標準色。
- 茨城交通キハ200形 キハ201〔20m級〕 - 塗装は白地に赤帯と青帯の同社最後の標準塗装。
- 小湊鉄道キハ200形 キハ213〔20m級〕 - 最終グループの非プレスドア・ユニットサッシの形態をモデル化。塗装は窓上クリーム色、窓下朱色のツートン。
- 関東鉄道キハ751形 キハ751〔20.5m級〕 - 塗装は第10弾のキハ411と同様。

- シークレット
  - 茨城交通キハ1000形 キハ1002〔20m級〕  - 塗色は同社の1980年代の標準色であるクリーム地、雨樋下・窓下・裾回り青色。

- 専用ケース
  - 10両収納可能。このため全種類は入らない。雄別鉄道キハ49200Y形の無塗装車が1両入っている。

#### 第14弾
2011年8月発売。運輸省規格型A’型に準拠した、元名鉄3800系譲渡車と各事業者の自社発注車両を製品化。
- 大井川鉄道モハ3800形・クハ2800形 モハ3829 - クハ2829 - 塗装は第4弾の312系と同様。
- 豊橋鉄道1720系 モ1721 - モ1771 - 塗装は第6弾の1750系、第11弾の1900系と同様。
- 富山地方鉄道14710形 モハ14718 - クハ18 - 1981年からの車体更新によって前面非貫通となった状態をモデル化。塗装は青に白帯。
- 富山地方鉄道14750形 モハ14753 - ヘッドライトは2灯。塗色はクリーム地に窓周り灰色、窓下赤帯。
- 大井川鉄道 クハ861 - 塗装は水色に青の水玉模様。
- 長野電鉄 モハ1003 - 塗装は下半分赤色、上半分クリーム色。
- 京福電気鉄道 モハ1003 - 塗装はクリーム地に赤帯。

- シークレット
  - 富山地方鉄道14750形 モハ14753〔20m級〕 - ヘッドライトは1灯。塗色は窓上クリーム色、窓下橙色のツートン。前面の塗り分けは金太郎塗り。

- 専用ケース
  - 8両収納可能。このため全種類は入らない。長野電鉄モハ1003の無塗装車が1両入っている。

#### 第15弾
2012年3月発売。富士重工業製造のレールバス「LE-Car IIシリーズ」を製品化。
- わたらせ渓谷鐵道 わ89-100形 （わ89-101）
- 真岡鐵道 モオカ63形 （モオカ63-1）
- いすみ鉄道 いすみ200形 （いすみ205）
- 天竜浜名湖鉄道 TH1形 （TH101）
- 名古屋鉄道 キハ20形 （キハ21）
- 明知鉄道 アケチ1形（アケチ1）
- 樽見鉄道 ハイモ230-300形 （ハイモ230-301）
- 長良川鉄道 ナガラ1形 （ナガラ9）
- 伊勢鉄道 イセI型 （イセ1号車）
- 甘木鉄道 AR100形 （AR104）

- シークレット
  - 樽見鉄道 ハイモ230-310形 （ハイモ230-313）

- 専用ケース
  - 11両用で全種類が収納可能。富士重工業LE-Car II（ボギー車・貫通型）の無塗装車が1両入っている。

#### 第16弾
2012年11月発売。日本車輌製造が1950年代後半から1970年代にかけて地方私鉄向けに供給した電車を発売。
- 旭川電気軌道モハ1001
旭川電気軌道最後の完全新造車をモデル化。台車は正規の東京支店製NA5を装着する。ただし、旭川電気軌道の電動車特有の装備である、パンタグラフが搭載されたのと反対側の車端部屋根上に搭載されていた、車庫内用のトロリー・ポールは省略されていて、ランボードの再現のみとなっている。
- 富山地方鉄道14790形（モハ14791）
富山地方鉄道初のカルダン駆動車であるモハ14771→モハ14791の最末期の形態を再現。実車は当時最新の日本車輌製造ND706円錐積層ゴム式ボルスタレス台車を装着していたが、模型では阿武隈急行8100系と同じ日本車輌製造ND707円錐積層ゴム式ボルスタレス台車を装着した状態となっている。
- 富山地方鉄道10020形（モハ10025）
- 富山地方鉄道10020形（モハ10026）
富山地方鉄道としては3世代目のカルダン駆動車の、中央前照灯撤去・冷房化改造後の形態をモデル化。台車は住友金属工業FS510を装着した状態となっている。
- 北陸鉄道6000系（クモハ6001）
- 北陸鉄道6000系（クハ6051）
北陸鉄道最後の完全新造車となった、同社初のカルダン駆動車の新造時の形態をモデル化。ただし、台車は正規の日本車輌製造ND109（ボルスタアンカー付）ではなく、DT21で代用されている。
- 大井川鐵道6010系（モハ6011）
- 大井川鉄道6010系（クハ6061）
日本の高速電車では2例目となるアルミ合金製車体を備えた系列の、大井川鐵道への譲渡後ワンマン化改造工事施工から前照灯追加までの時期の形態を模型化。台車は本来モハが住友金属工業KS30→日本車輌製造D18、クハが日本車輌製造D16→住友金属工業KS33だが、製品では2両とも日本車輌製造D形台車を装着している。

- 遠州鉄道モハ30形（モハ26）
- 遠州鉄道クハ80形（クハ86）
屋根上に冷房装置を搭載し、側面に斜めの白いストライプと細帯の入った末期の形態をモデル化。製造時期の相違から、客用扉がモハは両開き、クハは片開き、と異なる。台車はモハがスイスSIG社と日本車輌製造のライセンス提携で得られたトーションバー式枕ばね機構を備える円筒案内式ウィングばね台車の日本車輌製造ND507を、クハはペデスタル式空気ばね台車の日本車輌製造ND306をそれぞれ装着する。

- シークレット
  - 富山地方鉄道14770形（モハ14771） - 塗装を10020形と同じ新塗装に変更した、1960年代後半から1980年代初頭までの時期の形態をモデル化。

- 専用ケース
  - 8両用。富山地方鉄道モハ14791の無塗装車が1両入っている。

#### 第17弾
2013年4月発売。京王デハ2400形とその譲渡車、ほか大手・地方私鉄の14〜15m級の小型電車を発売。

京阪、上田、ことでんの各車種については「構造上の都合」として、車内の床板・シート表現パーツが省略されている。
- 京王帝都電鉄デハ2400形（デハ2404） - 塗装はライトグリーン
- 庄内交通モハ8形（モハ8）
- 京福電気鉄道ホデハ261形（ホデハ261） - 塗装はアイボリーにワインレッド帯
- 京阪電気鉄道350形（351)
- 京阪電気鉄道600形（609、610)
- 上田交通モハ5250（モハ5251）
- 箱根登山鉄道モハ3形(モハ113）
- 高松琴平電気鉄道1000形（120） - 塗装はアイボリーとピンク
- 高松琴平電気鉄道3000形（300） - 戸袋の丸窓が復活した仕様で、アイボリーと茶色の復刻塗装

- シークレット
  - 高松琴平電気鉄道3000形（345） - 塗装はアイボリーとピンク。300と違い戸袋は通常のHゴム窓。

- 専用ケース
  - 8両用。高松琴平電鉄300の無塗装車が1両入っている。

#### 第18弾
2013年9月発売。20m級の地方私鉄車両をラインナップ。元南海11001系の京福モハ3001形以外は自社発注車両。
- 阿武隈急行8100系（AM8117、AT8118）
- 長野電鉄0系（モハ1、クハ51）
- 上信電鉄200形・300形（デハ204、クハ304）
- 伊豆急行100系（クモハ125、クハ152）
- 京福電気鉄道モハ3001形（モハ3001、モハ3002）

- シークレット
  - 上信電鉄200形（デハ203）

- 専用ケース
  - 6両用。上信電鉄デハ204の無塗装車が1両入っている。

#### 第19弾
2014年3月発売。新潟鐵工所製のNDC18m級ディーゼルカー。
- 津軽鉄道21形（21-205）
- 秋田内陸縦貫鉄道AN-8800形（AN-8804）
- 由利高原鉄道YR-2000形(YR-2001)
- 三陸鉄道36-500形(36-501)
- 山形鉄道YR-880形（YR-886）
- ひたちなか海浜鉄道3710形（キハ3710-02）
- 若桜鉄道WT3000形（WT3004）
- JR九州キハ125形（キハ125-17）
- 松浦鉄道MR-400形（MR-401）
- 島原鉄道 キハ2550形（キハ2552）
- シークレット
  - 若桜鉄道WT-2500形（WT-2503）
- 専用ケース
  - 10両用。無塗装車が1両入っている。

#### 第20弾
2014年12月発売。
- クモハ123-1
- クモハ133-45
- クモハ123-5
- クモハ123-3
- クモユニ143-1
- クモユニ147-1
- クモヤ145-4
- クモニ143-5
- クモル145-12
- クル144-12
- シークレット
  - クモユ143形（クモユ143-1）

#### 第21弾
2015年8月発売。
- 京王3000系の譲渡車
- 北陸鉄道 モハ8802/モハ8812
- 上毛電鉄 デハ711/クハ721
- アルピコ交通 モハ3007/クハ3008
- 岳南電車 モハ8001/クハ8101
- 神戸電鉄1300系

#### 第22弾
2016年3月発売。国鉄・私鉄の湘南型前面の気動車を中心として集めている。

キハユニ15形・16形は動力化非対応。
- 国鉄 キハユニ15形（一段窓・気動車標準色）
- 国鉄 キハユニ15形（バス窓・首都圏色）
- 国鉄 キハユニ16形（気動車標準色）
- 紀州鉄道 キハ603
- 夕張鉄道 キハ253 / 岡山臨港鉄道 キハ7002
- 岡山臨港鉄道 キハ5001 / 江若鉄道 キハ12
- 島原鉄道 キハ2006
- 加悦鉄道 キハ08 3

- （シークレット）キハユニ15形（バス窓・気動車標準色）

#### 第23弾
2016年9月発売。私鉄電車を集めている。
- 銚子電気鉄道 デハ2002+クハ2501
- 東武鉄道 モハ7820+クハ824
- 静岡鉄道 クモハ103+クモハ104
- 熊本電気鉄道 モハ501+クハ502
- 南海電気鉄道 モハ1201（両運転台）+モハ1210（片運転台）

- シークレット 南海電気鉄道 モハ1213（片運転台）

#### 第24弾
2017年2月発売。JR発足30周年を控え、国鉄型の車両をラインナップした。
- JR東日本 東北本線 クモハ717+モハ716+クハ716
- JR東日本 中央本線「ミニエコー」 クモハ123-1
- JR西日本 山陰本線 クモハ112-3800+クモハ113-3800
- JR西日本 紀勢本線 クモハ112-2058/2060+クモハ113-2058/2060
- JR九州 クモハ713-900+クハ712-900

- シークレット クモハ112-3800（ダブルパンタ車）

#### 第25弾
テーマは「東西の旧型電車」。
- 日本国有鉄道 阪和線 クモハ20+クハ25
- 近畿日本鉄道 820系
- 広島電鉄宮島線 1080形
- 京成電鉄 200形
- 京浜急行電鉄 1000形試作車

- シークレット クモハ20102（窓枠違い）

#### 第26弾
2018年3月発売。テーマはローカル線のステンレス電車。
- 青い森鉄道 青い森701系
- JR東日本 東北本線 701系
- JR東日本 磐越西線 719系
- JR西日本 213系
- JR四国 121系

- シークレット クハ700-1513（トイレの位置が異なる2次車）

#### 第27弾
2018年11月発売。高度経済成長期を支えた大手私鉄の車両を集めている。
- 西武鉄道 401系
- 東武鉄道 5050系
- 相模鉄道 3010系
- 名古屋鉄道 7300系
- 近畿日本鉄道 2400系

#### 第28弾
2019年3月発売。テーマはローカル線のステンレス気動車。
- JR東日本 キヤE991-1
- JR東日本 キハE200-3
- JR東日本 HB-E211-2+HB-E212-2
- JR西日本 キハ127-2+キハ127-1002
- JR西日本 キハ126-1+キハ126-1001
- JR四国 1012
- JR四国 1230

#### 第29弾
2019年11月発売。テーマは繋げて楽しい私鉄の2両編成。
- 東武鉄道 10000系
- 西武鉄道 30000系
- 名古屋鉄道 6000系 5次車
- 南海電気鉄道 1000系
- 西日本鉄道 7000形

#### 第30弾
2021年1月発売。テーマは往年の私鉄特急・クロスシート車シリーズ。
- 会津鉄道キハ8500系「AIZUマウントエクスプレス」
- 小田急電鉄 キハ5100形
- 伊豆急行 クモハ110+サハ180+クモハ100
- 名古屋鉄道 7700系
- 近畿日本鉄道 18200系

#### 第31弾
2022年1月発売予定。テーマは短編成で楽しめる現役の私鉄通勤車シリーズ。
- 北陸鉄道 03系
- 京成電鉄 3600形
- 近畿日本鉄道 6600系
- 西日本鉄道 7050形
- 熊本電気鉄道 03形

## その他の製品

### オープンパッケージ製品
- 名古屋鉄道3700系2両セット〔17m級〕
2007年1月発売。名鉄時代、及び高松琴平電気鉄道への譲渡後の姿をモデル化。座席はロングシートである。パンタグラフはいずれもPS13が推奨されている。
  - 名鉄3700系 モ3706 - ク2706
末期のスカーレット1色塗装でモデル化。
  - 高松琴平電気鉄道1020形 1031-1032 
1032は名鉄時代に高運転台化された車両である。当該車両は晩年台車をカルダン駆動用に交換しているが、譲渡当初の吊り掛け駆動台車装着状態をモデル化している。塗装は第2弾通常品の70・80形と同じ。

- 銚子電気鉄道2両セット デハ501・デハ301
2008年3月発売。第1弾で製品化されたデハ501とデハ301の現行塗装をモデル化。パンタグラフはいずれもPS13が推奨されている。

- 長野電鉄2000系3両セット
2008年7月発売。冷房化、ユニットサッシ改造後の新塗装のA編成がプロトタイプ。誘導無線のアンテナパーツとD編成用のスカートが付属している。パンタグラフはPS16Pが推奨されている。

- えちぜん鉄道MC6001形・MC6101形2両セット MC6001・MC6107〔20m級〕
2008年10月発売。パンタグラフはPS16Pが推奨されている。

- 凸形電機・貨物列車セットA ED101・ト・ワフ〔12m級〕
2008年10月発売。第1弾の名鉄デキ100形の茶色塗装「富井電鉄」仕様、私鉄木造貨車ワフ+トの3両セット。

- 12m級小型電車A モ1033 〔12m級〕
2008年10月発売。第1弾の日本鉄道自動車小型車のうち銚子デハ501・上田丸子モハ2321の茶色、窓周りクリーム色塗装「富井電鉄」仕様。番号は第1弾のフリー2種類の続番。

- 弘南鉄道3600系2両セット モハ3601 - クハ3773 〔17m級〕
2009年3月発売。1980年以降に譲受した車体更新車をモデル化。パンタグラフはPG16が推奨されている。

- 豊橋鉄道1730系2両セット モ1731 - ク2731 〔17m級〕
2009年3月発売。前照灯交換・方向板受け改造後の状態をモデル化。パンタグラフはPS13が推奨されている。

- 秩父鉄道1000系新塗装3両セット デハ1004 - デハ1104 - クハ1204〔20m級〕
2009年3月発売。先頭車冷房改造・パンタグラフ増設後、白地+青濃淡帯塗色の現行仕様。列車無線アンテナパーツが付属。パンタグラフはPS16Pが推奨されている。

- 秩父鉄道1000系旧塗装3両セット デハ1009 - デハ1109 - クハ1209〔20m級〕
2009年3月発売。全車非冷房、黄地+茶帯の旧塗色。列車無線アンテナパーツが付属。パンタグラフはPS16PおよびPS13が推奨されている。

- 愛知環状鉄道100形・200形2両セット　101 - 201〔20m級〕
2009年4月発売。パンタグラフはPS16Pが推奨されている。

- 銚子電気鉄道1000形「桃太郎電鉄」〔16m級〕
2009年4月発売。2007年にゲーム『桃太郎電鉄』のラッピング車両となったデハ1001をモデル化。パンタグラフはPG16が推奨されている。

- 富山ライトレールTLR0600形 TLR0601 - TLR0607
シリーズ初となる路面電車。実車の7色がモデル化される。パンタグラフパーツは可動式のものが装着されるが、車輪は回転しない。同時にLRT用の専用動力ユニットTM-LRT01も発売。なお、Nゲージ走行用パーツセットには対応していない。TLR0601 (赤)・TLR0604 (黄緑)・TLR0607 (紫) は2009年8月発売、TLR0602 (橙)・TLR0603 (黄)・TLR0605 (緑)・TLR0606 (青) は2009年12月発売。
- 鉄道コレクションLRT専用ケース
上記の富山ライトレールTLR0600形電車を8両収納可能な専用ケース。TLR0600形の無塗装車が1両入っている。

- 西武鉄道351系 3両セット 〔17m級〕
2009年9月発売。クモハ351 - サハ1314 - クモハ352の3両セット。列車無線アンテナパーツが付属している。パンタグラフはPS16Pが推奨されている。

- 国鉄70系中央東線 4両セット クハ76063 - モハ71009 - モハ72852 - クハ76036〔20m級〕
- 国鉄70系上越線 4両セット　クハ76029 - モハ70025 - モハ70097 - クハ75006〔20m級〕
2009年12月発売。シリーズ初の4両セット形態でのオープンパッケージ仕様。中央東線セットは、「山スカ」仕様。上越線セットは、新潟地区で活躍していた「新潟色」仕様。国鉄70系発売にあたって、当初は新たな動力パーツを同時発売する予定であったが、パッケージではTM-09が案内されている。パンタグラフはPS13が推奨されている。

- 秩父鉄道1000系リバイバル塗装 3両セット デハ1002 - デハ1102 - クハ1202〔20m級〕
2010年2月発売。小豆色と肌色のツートンカラー仕様をモデル化。パンタグラフはPS16Pが推奨されている。

- 国鉄101系 中央線 4両セット クモハ100-102 + モハ101-59 + サハ101-219 + クハ101-67 〔20m級〕
2010年2月発売。オレンジバーミリオン色で非冷房仕様をモデル化。パンタグラフはPS16PおよびPS13が推奨されている。

- 西武鉄道571系 2両セット クモハ571 - クハ1572〔20m級〕
- 三岐鉄道601系 2両セット  クモハ607 - クハ1608〔20m級〕
2010年2月発売。西武571系はFS40形台車、三岐鉄道607系はKBD107形台車を新規作成。パンタグラフはいずれもPG16が推奨されている。

- 名鉄3730系 スカーレット 2両セット モ3762 - ク2762 〔17m級〕
2010年3月発売。晩年のスカーレット1色塗装の仕様をモデル化。パンタグラフはPG16が推奨されている。

- 名鉄3730系 旧塗装 2両セット モ3733 - ク2733 〔17m級〕
2010年3月発売。登場当時のクリーム色とマルーンのツートンカラー仕様をモデル化。パンタグラフはPS13が推奨されている。

- 秩父鉄道7000系 3両セット　デハ7201 - サハ7101 - デハ7001〔20m級〕
- 長野電鉄8500系 3両セット　デハ8503 - サハ8553 - デハ8513〔20m級〕
2010年4月発売。いずれも東急8500系の譲渡車。パンタグラフはいずれもPG16が推奨されている。

- 名鉄5200系　2両セット モ5209 - モ5210〔19m級〕
2010年4月発売。スカーレット1色塗装、側窓が1段下降式の更新工事施行前のスタイルをモデル化。パンタグラフはPG16が推奨されている。

- 万葉線MLRV1000形「アイトラム」
- 岡山電気軌道9200形「MOMO」
- 熊本市交通局0800形
2010年4月発売。富山ライトレールTLR0600形のバリエーションをモデル化。TLR0600形同様、パンタグラフパーツは可動式のものが装着されるが、車輪は回転しない。Nゲージ走行用パーツセットには対応していない。

- 能勢電鉄1000系 4両セットA 1001 - 1081 - 1031 - 1051〔19m級〕
- 能勢電鉄1000系 4両セットB 1000 - 1080 - 1030 - 1050〔19m級〕
2010年5月発売。Aは廃車前のクリーム色地で窓周りが橙色の「フルーツ牛乳色」仕様、Bは阪急マルーン地で窓周りクリーム色の旧塗装仕様をモデル化。パンタグラフはPG16が推奨されている。

- 国鉄62系 4両セット クハ66301 - モハ62000 - モハ62001 - クハ66000〔20m級〕
2010年6月発売。第9弾とは別の編成を4両セットでモデル化。モハ62形の台車は第9弾のDT17形は異なり、DT13形になる。パンタグラフはPS13が推奨されている。

- 富山市内電車環状線「セントラム」9000形 デ9001 - 9003
2010年6月発売。実車の3色をモデル化。可動式のパンタグラフパーツが装着されるほか、車輪も回転するようになっている。Nゲージ走行用パーツセットには対応していない。

- 富士急行5000形 2両セット モハ5001 - モハ5002〔20m級〕
2010年6月発売。登場時のオリジナルカラーと、富士急ハイランドのトーマスランドのラッピング車両の2種類をモデル化。パンタグラフはPS16Pが推奨されている。

- 国鉄70系中央西線 4両セット クハ76300 - モハ70078 - モハ70310 - クハ76043 〔20m級〕
- 国鉄70系阪和線快速 4両セット クハ76315 - モハ70318 - モハ70319 - クハ76314 〔20m級〕 
2010年10月発売。中央西線セットは、横須賀色で半鋼製の0番台と全金属製の300番台の混結編成仕様をモデル化。阪和快速セットは、阪和線で活躍していた阪和快速色仕様で300番台のみの4両編成をモデル化。パンタグラフはPS13が、動力ユニットはTM-09が推奨されている。

- 和歌山電鐵2270系 〔17m級〕 
  - いちご電車2両セット クハ2701 - モハ2271
  - たま電車2両セット クハ2705 - モハ2275

2010年10月発売。和歌山電鐵移管後にリニューアルされた姿をモデル化。パンタグラフはPT4811が、動力ユニットはTM-05が推奨されている。

- 国鉄201系900番台 5両セットA クハ201-901 + モハ201-901 + モハ200-901 + モハ201-902 + クモハ200-901〔20m級〕
- 国鉄201系900番台 5両セットB クハ201-902 + モハ201-903 + モハ200-903 + モハ201-904 + クモハ200-902〔20m級〕
- JR東日本201系H7編成 5両セットA クハ201-128 + モハ201-254 + モハ200-254 + モハ201-255 + クハ200-128〔20m級〕
- JR東日本201系H7編成 5両セットB クハ201-129 + モハ200-255 + モハ201-256 + モハ200-256 + クハ200-129〔20m級〕
2011年1月発売。900番台は登場時の姿を、H7編成は最終形態をモデル化。900番台のパンタグラフはPS16Rが、H7編成のパンタグラフはPS23が推奨されている。なお、これらには展示用のレールは付属しない。

- 長野電鉄2000系A編成リバイバル塗装 3両セット　モハ2001-サハ2051-モハ2002〔19m級〕
2011年2月発売。2007年の特急運転50周年を記念して、登場時のマルーン色に塗り替えられた姿をモデル化。前回品から床下機器および屋根パーツが変更された。動力ユニットもTM-06からTM-12に変更された。誘導無線のアンテナパーツとステッカーが付属している。パンタグラフはPS16Pが推奨されている。

- 福島交通7000系 2両セット　デハ7101 - デハ7202
- 北陸鉄道7200形 2両セット　モハ7201 - クハ7211
2011年3月発売。いずれも東急旧7000系の譲渡車かつ、デハ7100形からの先頭車化改造車をモデル化。パンタグラフはPG16が、動力はTM-06が推奨されている。

- 国鉄101系中央線試作冷房車5両セットA　クモハ101-199+モハ100-253+サハ101-131+サハ101-300+クハ100-73〔20m級〕
- 国鉄101系中央線試作冷房車5両セットB　クモハ101-206+モハ100-260+サハ101-132+モハ101-258+クハ100-187〔20m級〕
- 国鉄101系鶴見線非冷房3両セット　 クハ100-83+モハ100-114+クモハ101-141〔20m級〕
2011年3月発売。ヘッドライトは中央線が原型の1灯ライト、鶴見線が2灯シールドビーム化された姿を製品化。
金型リニューアルのため、前回品とはライトやドアなどが大きく異なっている。

- 熊本市交通局9700形1次車
- 熊本市交通局9700形3次車
2011年4月発売。富山ライトレールTLR0600形のバリエーション製品化。可動式のパンタグラフパーツが装着されるほか、車輪も回転する。Nゲージ走行用パーツセットには対応していない。
- 京都市交通局2000形
- 伊予鉄道2000形
2011年4月発売。京都市交通局2000形は1966年以降の塗装を、伊予鉄道2000形は1982年に冷房化改造された状態を製品化。Nゲージ走行用パーツセットには対応していない。

- 長野電鉄2000系D編成リバイバル塗装 3両セット　モハ2007-サハ2054-モハ2008〔19m級〕
2011年7月発売。2007年の特急運転50周年を記念して、冷房化以前の所謂「りんご色」に塗り替えられた姿をモデル化。誘導無線のアンテナパーツとステッカーが付属している。パンタグラフはPS16Pが推奨されている。

- JR東日本201系四季彩 4両セット旧塗装 クハ201-134 + モハ201-263 + モハ200-263 + クハ200-134〔20m級〕
- JR東日本201系四季彩 4両セット新塗装 クハ201-134 + モハ201-263 + モハ200-263 + クハ200-134〔20m級〕
2011年7月発売。旧塗装については、2004年にモハ200-263の「ひまわり」が「れんげしょうま」に変更された状態をモデル化。パンタグラフはPS35Dが推奨されている。

- 土佐電気鉄道800形
- 山陽電気軌道800形
- 広島電鉄350形
2011年11月発売。ナニワ工機製車両をモデル化。土佐電気鉄道800形は1997年 - 1999年に冷房化改造された状態を、山陽電気軌道800形はワンマン運転開始時に黄帯が追加された状態を、広島電鉄350形は1984年に冷房化改造された状態を製品化。Nゲージ走行用パーツセットには対応していない。走行には新規制作の路面電車用動力ユニット「TM-TR01」を使用する。

- JR201系中央線H1編成5両セットA クハ201-1 + モハ201-1 + モハ200-1 + モハ201-2 + クハ200-1〔20m級〕
- JR201系中央線H1編成5両セットB クハ201-2 + モハ200-2 + モハ201-3 + モハ200-3 + クハ200-2〔20m級〕
- JR201系京葉線K4＋54最終編成5両セットA クハ201-113 + モハ201-228 + モハ200-228 + モハ201-229 + クハ200-113〔20m級〕
- JR201系京葉線K4＋54最終編成5両セットB クハ201-114 + モハ200-229 + モハ201-230 + モハ200-230 + クハ200-114〔20m級〕
2011年12月発売。パンタグラフはPS23が推奨されている。また、K4＋K54編成の末期、廃車回送時の再現には、PS35Dが推奨されている。

- 銚子電気鉄道　デハ1002（鉄子カラー）〔16m級〕
2011年12月発売。2007年に漫画『鉄子の旅』の作者である菊池直恵が考案した塗装に変更されたデハ1002をモデル化。パンタグラフはPG16が推奨されている。

- JR201系東海道・山陽緩行線7両セット
2012年9月発売。体質改善工事未施工のオリジナル車をモデル化。

- 広島電鉄1000形「PICCOLO」「PICCOLA」「GREEN MOVER LEX」
2014年2月より、上記のLEXほか、計3種を順次発売。走行にはLRT用動力ユニットを使用する。

- 京阪電車大津線600形4次車（鉄道むすめラッピング2両セット）
2014年発売。下敷きが付属しない通常品。

- 東武鉄道ED5080形電気機関車(ED5082・ED5083)2輌セット
2015年3月発売。成田空港建設時の砕石輸送に使用されたのち、

東武鉄道に譲渡されて貨物運用に使用された、本機をモデル化。
- 東武鉄道ヨ101形貨車　（ヨ101）
2015年3月発売。東武の特徴ある車掌車をモデル化。

- 北越急行HK100形電車（新塗装・ゆめぞらII）　2両セット
2015年5月発売。

- JR105系（桜井・和歌山・可部線）　2輌セット
2015年5月発売。

- 岳南鉄道ED40形電気機関車　（ED402）
2015年7月発売。松本電鉄から編入され、2012年の貨物廃止まで使用されていた、本機をモデル化

- 国鉄ED14形電気機関車　（1号機）
2015年11月発売。米国GE社製の輸入電気で仙山線で使用された本機をモデル化。

- 近江鉄道ED14形電気機関車（4号機）
2015年11月発売。ED14の譲渡後のプロタイプをモデル化。

- 秋田中央交通（旧塗装・新塗装）2両セット
2015年11月発売。鉄コレ10周年記念品として発売。

- 京阪電車大津線700形（「全国”鉄道むすめ”巡り2015ラッピング」2両セット）
2016年3月30日発売。トートバッグが付属しない通常品。

- 凸形電機・貨物列車セットB ED101・ト・ワフ〔12m級〕
2016年5月発売。2008年10月発売のAセットとの色違い。

- 北神急行電鉄7000系7053編成（登場時）5両セット
- 北神急行電鉄7000系7054編成6両セットA
2018年8月発売。6両セットAは「Hokushinkyuko Railway」ロゴがデザインされた状態をモデル化。

### 限定品
- 阪急920系
2006年10月発売、10,000セット限定。阪急神戸線の神戸市内高架区間開業 (神戸駅乗り入れ) 70周年記念企画品。制御電動車920形 - 制御車950形の2両セット。台車や屋根の塗装、それに前面の標識灯の数と位置、それに運転台上部の行先表示窓など、神戸駅開業時の初期車仕様となっている。塗装は阪急標準色のマルーン。同年10月に開催された鉄道フェスティバル会場で先行販売の後、同月14日以降に阪急電鉄主要駅などで販売した。行先表示・車番・社章などは付属のシールで再現する。車番・社章は2種類が付属。
- 富士山麓電気鉄道モ1形
2006年10月発売、4,000セット限定。富士急行創立80周年記念企画品。バスコレクションのいすゞBX352限定モデルとのセット販売で、製造当初のパンタグラフ2基搭載の姿をモデル化。下記の富士急行5700形とともに河口湖駅で開催された鉄道の日イベントで販売された。
- 富士急行5700形 モハ5708 (M) - モハ5707 (M')
2006年10月発売、4,000セット限定。第3弾通常品の元デハ2220形に対し、元デハ2200形をモデル化した2両セット。小田急時代と異なり、屋根上はベンチレータが全て撤去されている。2008年12月より、一部店舗でも販売されている。TM-06により動力化が可能。
- 名古屋鉄道3700系2両セット モ3720 - ク2720
2007年5月発売。スカーレット一色の仕様として発売された通常品に対し、ストロークリーム色にスカーレットの帯を巻いた塗装を再現したイベント限定品。座席は通常品とは異なり、セミクロスシートである。同年5月に丸栄百貨店で開催された「第4回名古屋鉄道模型展」会場を皮切りに、各地の鉄道模型イベントでも販売されている。TM-05およびTD-01により動力化が可能。
- フリー・モ1031 ぶどう色2号
講談社の分冊百科『週刊 昭和の「鉄道模型」をつくる』の第1号同梱品。動力ユニットは第25号に同梱となっている。また、パンタグラフは第1弾の通常製品のPS13を簡略化したものとは異なり、第3弾のPT42を簡略化した形状のパーツが使用されているほか、台車も新規部品になっている。
- 小田急電鉄2200形2両セット デハ2201 - デハ2202
2007年8月発売。現役末期の塗装を再現した通常品とは異なり、登場当初の、紺地に窓周り黄色塗装の仕様をモデル化。同月10日より、小田急グッズショップ「TRAINS」などで販売された。TM-06により動力化が可能。
- 長野電鉄2000系 冷房車タイプ新塗装
2007年9月21日に東映ビデオより発売のアニメDVD『鉄子の旅』初回限定生産特別版に付属。非冷房で「りんご色」と呼ばれる塗装の通常品と異なり、冷房化・新塗装化された1990年以降の現在の姿をモデル化。この付録についてはSUPER BELL''Zの車掌DJ野月 (野月貴弘) の提案で実現した。
- 近鉄2250系2両セット
2007年10月発売、10,000セット限定。近鉄特急60周年を記念して発売。モ2250形とサ3020形の2両セットで[注釈 10]、台車として住友金属工業FS11を装着する第1次車を1957年に冷房化改造される前の竣工当時の姿でのモデル化。塗装は上半分クリーム色、下半分紺色。同月8日に近鉄五位堂検修車庫で開催された「きんてつ鉄道まつり2007」と、近鉄名古屋 - 上本町間で運転された近鉄特急60周年記念「臨時名阪特急」車内で先行販売された後、同月13日から近鉄の主要駅・近鉄百貨店阿倍野店・インターネットショッピングモール「どっとこむライフ」で販売された。また、同月13日・14日に開催された「鉄道フェスティバル」会場でも販売された。車番・車体側面の「EXPRESS」マーク・ヘッドマーク・号車札のシール付き。
- 阪急1010系
2007年10月発売、12,000セット限定。阪急電鉄創立100周年記念企画品。2両セットで、3扉化改造後の非冷房時代の姿でのモデル化。同月13日以降に阪急電鉄主要駅などで販売。また、同月13・14日に開催された「鉄道フェスティバル」会場や、同月28日に開催された、「秋の阪急レールウェイフェスティバル2007in正雀工場」会場でも発売された。車番 (1010系・1100系・1200系・1300系・1600系) 社章・行先表示板シール付き[注釈 11]。
- 大阪市交通局 (大阪市営地下鉄) 30系
2007年10月発売、各3,000セット限定。谷町線開業40周年を記念して発売された。開業当時の7000・8000形 (7001・8001) の2両セットと、四つ橋線に転じた後の30系 (3062・3562) の2両セットをモデル化。谷町線・中央線・四つ橋線・御堂筋線の各線に対応した行先表示・車番のシールが付属する。塗装は7000・8000形が帯なし、30系がビクトリアブルー帯入り。同年10月13日より「鉄道フェスティバル」会場および大阪市交通局グッズセンターなんば、新大阪・梅田・天王寺の市営交通案内コーナー、梅田の市営交通案内所、天満橋のL・SUBSTAなどで販売。
- 名古屋市交通局 (名古屋市営地下鉄) 300形
2007年11月発売、12,000セット限定。東山線開業50周年を記念して発売された。同年11月11日に名古屋市交通局藤が丘工場で開催されたイベントにおいて、10,000セットが車番・行先表示板の特製ステッカー付きで発売。同月12日以降に車番と行き先表示板[注釈 12]が印刷済みの2,000セットと、前日のイベントの残り分 (特製ステッカーは付属せず) が交通局サービスセンター、市営交通資料センター、レトロでんしゃ館で発売。
- 銚子電気鉄道デハ300形鉄子カラー
2007年12月26日発売の「鉄子の旅 銚子電鉄応援BOX」 (同作のカラー特別版5巻セット付きの限定パッケージ) の特典の一つとして付属された。この塗装は同作の作者である菊池直恵が考案した塗装である。なお、同月にデハ1000形1002がこの塗装に変更されたが、300形は塗装変更は行わない。TM-04により動力化が可能。
- 東急旧7000系
2008年2月発売、10,000セット限定。東急車輛製造創立60周年記念企画品。デハ7000形 (先頭車・パンタグラフ搭載の偶数車) とデハ7100形 (中間車・パンタグラフなしの奇数車) の2両セット[注釈 13]で、非冷房・赤帯なしの1970年代の姿でのモデル化。屋根パーツを変更することでパンタグラフの有無を変更可能とするほか、列車無線アンテナパーツも付属。同年2月1日に東急車輛製造のショッピングサイト「電車市場」で販売されたほか、2月1日から2月3日まで横浜ランドマークプラザで開催された「ヨコハマ鉄道模型フェスタ」会場でも販売。
2008年5月発売。上記セットの仕様を一部変更したもの。デハ7000形 (パンタグラフなしの奇数車) とデハ7100形 (パンタグラフ搭載の偶数車) の2両セット。同月2日・3日に東京の東急百貨店東横店で開催された「東急東横線開通80周年記念鉄道フェスティバル」会場にて発売。各日とも4,700セット限定。
- 相鉄初代5000系・6000系（初期車）
2008年2月発売、各6,000セット限定。相模鉄道創立90周年記念企画品。共に先頭車2両セット。6000系は晩年の塗色でモデル化。同年2月1日から相鉄サービスセンター「グリーンぽけっと」・東急車輛製造「電車市場」・「ヨコハマ鉄道模型フェスタ」会場などで販売。5000系はTM-10に付属する台車枠パーツとTM-06により、6000系はTM-10に付属する台車枠パーツとTM-08により動力化が可能。
- 名古屋鉄道3700系2両セット (白帯) モ3711-ク2711
2008年5月発売。瀬戸線の特急などで使用された、赤地に白帯の姿をモデル化。座席はセミクロスシート。同年5月に丸栄百貨店で開催された「第5回名古屋鉄道模型展」会場にて販売、以後各地のイベントでも販売。
- 近鉄800系2両セット
2008年8月発売。第1次車の1960年代初頭の姿をモデル化。モ800形の前面に設置されている標識灯が丸形1灯タイプで左右各1灯、前照灯も白熱灯1灯で排障器が無く側面客用扉のステップも未設置、台車が全車とも各軸箱の上部にそれぞれブレーキシリンダーが置かれた近畿車輛KD-20に交換済み、という最盛期の姿で、塗装がマルーンに銀の細帯となる。モ800形とサ700形の2両セット[注釈 13]で、モ800形・サ700形・ク710形 (後にサ710形) の車番・ヘッドマークシール付き。同月7日より近鉄百貨店奈良店で開催された「第2回わくわく鉄道フェア」、近鉄主要駅営業所、「どっとこむライフ」で販売された。
- 西鉄1000形
2008年9月発売、6,000セット限定。西日本鉄道創立100周年記念企画品。1959年の特急運行開始時から1976年に塗装変更・3扉化されるまでの2扉・非冷房・コバルトブルーに黄色の帯の姿をモデル化。モ1000形先頭車 - モ1000形中間車の2両セット[注釈 13]。同月23日にかしいかえん無料開放日において発売。10月11日・12日に筑紫車両基地で開催された「にしてつ電車祭り」および、「鉄道フェスティバル」会場でも販売された。
- 阪神5201形「ジェットシルバー」
2008年10月発売。阪神初のステンレス車である5201 - 5202の編成をモデル化。同月11日・12日に開催された「鉄道フェスティバル」会場および、梅田・尼崎・甲子園・御影・三宮の各駅長室で発売。TM-06に付属する台車枠パーツとTM-08により動力化が可能。
- 阪急810系更新車
2008年10月発売。810 - 860の2連をモデル化。同月11日・12日に開催された「鉄道フェスティバル」会場にて先行販売の後、同月26日より阪急正雀車庫で開催された「秋の阪急レールウェイフェスティバル2008」や、駅サービスセンターなどで販売された。TM-13により動力化が可能。
- 大阪市営地下鉄10系
2008年10月発売、10,000セット限定。大阪市営地下鉄開業75周年記念記念企画品。1105・1005の2両セット[注釈 13]。同月11日・12日に開催された「鉄道フェスティバル」会場にて先行販売の後、同月14日より梅田・新大阪・梅田・天王寺の市営交通案内所、グッズセンターなんば、L・SUBSTA天満橋店などで販売された。2010年の「鉄道フェスティバル」で再発売された。
- 国鉄クモハ101-902
2008年10月発売。鉄道博物館に展示されているクモハ101-902をモデル化。なお、トミーテックではこの限定品の発表時、同系量産車のシリーズ一般発売が企画中であることを発表した。同月14日より鉄道博物館で販売された。
- 伊賀鉄道860系
2009年1月発売。狭軌化・冷房改造化された姿をモデル化。同月10日から大阪ビジネスパークで開催された「第4回わくわく鉄道フリーマーケット」や近鉄鶴橋駅の鉄道ショップ「GatanGoton」、伊賀鉄道上野市駅で発売された。
- 相鉄6000系 (初期車) 旧塗装
2009年2月発売。同月7日・8日に開催された、同社5000系さよならイベント二俣川駅特設物販会場限定販売。同月7日より電車市場でも販売された。TM-10に付属する台車枠パーツとTM-08により動力化が可能。
- 東急3600系 デハ3601 - クハ3671
2009年6月発売。東急車輛製造の企画品。塗色は晩年のライトグリーン一色で、東急の社紋は1973年以降のグループ共通マーク。同月20日から電車とバスの博物館で販売された。TM-07により動力化が可能。
- フリー・里山交通 キハ1001形ディーゼルカー
講談社の分冊百科『週刊 鉄道模型 少年時代』の創刊号同梱品。第10弾のキハ04がモデルとなっている。動力ユニットは第25号に同梱されている。
- 南海22000系 2両セット モハ22001 - モハ22002
2009年9月発売、12,000セット限定。南海電気鉄道の企画品。1997年に廃車となった1次車のモハ22001 - モハ22002をモデル化。同月20日に開催されたスルッとKANSAI バスまつりにて2,000セットを先行発売し、同月26日より10,000セットを南海難波駅サービスセンター (2F中央改札口) にて販売。
- 近鉄1200系(2代目) 2両セット
2009年10月発売、6,000セット限定。近鉄1400系の派生車種である1201系をモデル化。同月10日・11日に開催された「第16回鉄道フェスティバル」会場、同月11日に開催された「きんてつ電車まつり2009」、金山総合駅での鉄道の日イベントで先行販売の後、大阪難波駅、近鉄名古屋駅など、主要14駅営業所、鶴橋駅構内の鉄道グッズショップ「Gatan-Goton」、近鉄グループのインターネット・ショッピングモール・どっとこむライフにて販売された。
- 阪急1300系 (冷房改造車) 2両セット 
2009年10月発売。阪急京都線で使用されていた1300系の、冷房化と前照灯のシールドビーム化後の晩年期の改造車をモデル化。同月10日より、駅サービスセンター、梅田駅インフォメーションギャラリー、「第16回鉄道フェスティバル」会場、天賞堂で販売の後、同月25日に阪急正雀工場で開催された「秋の阪急レールウェイフェスティバル2009」会場でも販売された。TM-12により動力化が可能。
- 阪神5201形 (5203 - 5220) 2両セット
2009年8月発売。片運転台タイプの5201形をモデル化。同月12日に阪神百貨店にて2,000セットを販売した後、同年10月10日より、東京・日比谷公園で開催された「第16回鉄道フェスティバル」でも販売された。なお、8月に販売された分については、車両に印刷されている社章が上下反対になっているエラーが発生したが、鉄道フェスティバル販売分では修正されている。TM-12に付属する台車枠パーツとTM-08により動力化が可能。
- 大阪市交通局 (大阪市営地下鉄) 30系 (3000 - 3300形) 2両セット
2009年10月発売、10,000セット限定。谷町線で2009年3月で廃車となった、先頭車 (3059) と中間車 (3359) をモデル化。同月4日に、谷町線八尾南駅改札口前特設会場にて3,000セットを先行販売の後、同月9日よりグッズセンターなんば、市営交通案内コーナー (新大阪・梅田・天王寺)、市営交通案内所 (梅田)、L・SUBSTA天満橋で販売された。同年10月に開催された「第16回鉄道フェスティバル」でも販売された。
- 東武5700系 2両セット
2009年11月発売、12,000セット限定。東武日光線開通80周年記念企画品。前面が貫通扉付きのタイプをモデル化。同月8日に南栗橋車両工場で開催された「東武ファンフェスタ」で先行販売の後、同月18日より駅売店「アクセスとーぶ」、「am/pm」東武線駅構内各店、インターネットショッピングサイト「東武マーケット」で販売された。
- 富士急行1000系 開業80周記念塗装 2両セット (モハ1202 - モハ1302)
2009年10月発売、3,000セット限定。富士急行開業80周年記念事業の一環として、2009年4月に旧標準塗装のリバイバルカラーに変更された車両をモデル化。なお、富士急行1000系としては、レギュラーシリーズ (第11弾、2010年1月発売) に先駆ける形で販売となった。同月25日に開催された「富士急電車まつり2009」、第30回鉄道模型ショウ、電車市場・楽天市場店 (インターネット通信販売) にて販売された。
- 京阪電気鉄道1900系 2両セット
2010年4月発売。京阪電車開業100周年記念企画品。「テレビカー」として親しまれた、特急運用時代の姿をモデル化。副標、列車種別標、ハトマーク、「テレビカー」ロゴ、特急サイドボード、車体番号のステッカー及びテレビアンテナ、列車無線アンテナのパーツが付属。同月17日から中之島、淀屋橋、天満橋、京橋、守口市、寝屋川市、香里園、枚方市、樟葉、中書島、丹波橋、祇園四条、三条、浜大津の各駅事務室、京阪百貨店守口店7階京阪ギャラリー前および京橋駅で開催された「京阪電車オリジナルグッズ発売会」で販売された。
- 名鉄5200系 (旧塗装) 2両セット モ5201 - モ5202〔19m級〕 
2010年5月発売。スカーレット一色の仕様として発売されたレギュラーシリーズに対し、クリーム色にマルーンの登場時の塗装をモデル化。同年5月に丸栄百貨店で開催された「第7回名古屋鉄道模型展」会場で発売された。動力車化用の台車枠パーツが付属。
- 東急8500系 3両セット サハ8900形 - デハ8700形 - デハ8600形
2010年9月発売、8,500セット限定。東急車輛製造の企画品。パーツの組み替えによってデハ8500形とデハ8800形も再現が可能。デハ8700形の車体は側灯が3つの仕様。列車無線アンテナパーツ、シールおよび動力車化用の台車枠パーツが付属。同社の8500系で唯一登場時からの外見(前面スカート未設置・幕式)を保っている初期車の8606Fのうちデハ8606、デハ8706、サハ8923がプロトタイプのため、先頭車のスカートパーツは付属しない。同月4日より「電車とバスの博物館」で発売、その後同博物館や「電車市場」、東急百貨店の一部店舗で販売されている。
- 一畑電車デハニ50形2両セット デハニ52・53
2010年10月14日発売の『RAILWAYS 49歳で電車の運転士になった男の物語』DVD・Blu-rayで豪華版パッケージに同梱。5,253セット限定。53についてはサッシの形状の相違など作りわけがされる。52は第12弾のものと連結器の構成が異なる。
- 阪急2000系2両セット
2010年10月発売。先頭車 + 中間車のセット[注釈 13]。登場当初の非冷房・2丁パンタ仕様をモデル化。交換用屋根パーツが付属。同月9日より、駅サービスセンター、阪急百貨店模型売り場、「鉄道フェスティバル」会場、天賞堂で販売の後、同月24日に正雀工場で開催された「秋の阪急レールウェイフェスティバル2010」会場でも販売された。
- 阪神3501形2両セット
2010年10月発売、6,000セット限定。先頭車2両のセット。廃車前の冷房化・方向幕設置後をモデル化。列車無線アンテナパーツおよびシールが付属。同月9日より「鉄道フェスティバル会場」、天賞堂にて先行販売の後、同月30日より梅田・尼崎・甲子園・御影・三宮の駅長室で販売された。
- 富士急行1000系 モハ1201 - モハ1301 マッターホルン号 2両セット。
2010年10月発売、5,500セット限定。2006年に富士急行とマッターホルン・ゴッタルド鉄道との姉妹鉄道提携15周年を記念して、赤と白に塗装された1205編成をモデル化。同月24日に開催された「富士急電車まつり2010」会場にて販売の後、同月30日より「第31回日本鉄道模型ショウ」会場や東急車輛製造 電車市場楽天市場店 (インターネット通信販売) などで販売された。
- 東武7300系 (旧塗装) 2両セット
2010年12月発売、12,000セット限定。ロイヤルベージュとインターナショナルオレンジのツートンカラー仕様をモデル化。同月5日の「東武ファンフェスタ」会場にて3,000セットを先行販売の後、同月9日より駅売店「アクセスとーぶ」や通信販売 (インターネットショッピングサイト「東武マーケット」) で販売された。また、2011年2月に開催された「ヨコハマ鉄道模型フェスタ」会場 (東武商事ブース) でも販売された。シールおよび動力車化用の台車枠パーツが付属。TM-09により動力化が可能。
- 京急1000形2両セット
2010年12月発売。先頭車 + 中間車のセット[注釈 13]。集約分散式で冷房改造された姿をモデル化。列車無線アンテナパーツ、シールおよび動力車化用の台車枠パーツが付属。TM-06により動力化が可能。2010年12月31日より京急百貨店上大岡店で開催された「京急鉄道フェア」会場にて販売。
- フリー・里山交通 キハ1501形ディーゼルカー
講談社の分冊百科『週刊 鉄道模型 少年時代』の第75号（最終号）同梱品。第10弾の羽後交通キハ3からバスケットを外し、塗装を変更した物となっている。第74号に同梱される走行化パーツにより、創刊号同梱品のキハ1001形と連結させる事ができる。
- 小田急電鉄キハ5000形 (新塗装) 2両セット キハ5001・キハ5002
2011年7月発売。1960年代以降のクリームに窓下朱帯塗装の仕様をモデル化。同月15日より小田急グッズショップ「TRAINS」などの店舗限定で販売。シールおよび動力車化用の台車枠パーツが付属。TM-16により動力化が可能。
- モハ52形式電車
2011年8月発売。リニア・鉄道館に展示されているモハ52004をモデル化。同月10日よりリニア・鉄道館で販売された。
- 南海1000系 2両セット
2011年9月発売。先頭車 + 中間車のセット[注釈 13]。交換用屋根パーツ、シールおよび動力車化用の台車枠パーツが付属。TM-14により動力化が可能。同月3日 - 4日に和歌山市駅で開催された「南海思い出ミュージアムin和歌山市駅」会場にて5,000セットを先行発売し、同月11日より南海難波駅サービスセンターにて販売。また、スルッとKANSAIバスまつり、「第18回鉄道フェスティバル」会場、「荒川線の日 2011」記念イベント会場、「にしてつ電車祭り」会場でも販売された。
- 京阪電気鉄道2000系2次車 2両セット
2011年9月発売。副標、列車種別標、側面方向幕、車体番号のステッカー及び列車無線アンテナのパーツが付属。同月23日から中之島、淀屋橋、天満橋、京橋、守口市、寝屋川市、香里園、枚方市、樟葉、中書島、丹波橋、祇園四条、三条、浜大津の各駅事務室、京阪百貨店守口店6階玩具売場前特設コーナーおよび神奈川県横浜市の京急百貨店で販売された。
- 大阪市交通局 (大阪市営地下鉄) 20系 (2900 - 2200形) 2両セット
2011年10月発売。先頭車 + 中間車のセット[注釈 13]。同月1日に学研奈良登美ヶ丘駅前の「けいはんな夢フェスタ2011」会場にて3,000セットを先行販売の後、同月9日よりグッズセンターなんば、市営交通案内コーナー (新大阪・天王寺) で販売された。
- 阪急3000系2両セット
2011年10月発売。先頭車 + 中間車のセット[注釈 13]。冷房化改造後で、且つ方向幕未設置・標識灯未移設の状態をモデル化。交換用屋根パーツが付属。同月8日・9日に「鉄道フェスティバル」会場で先行発売の後、同月22日から駅ごあんないカウンター、「はんしんまつり」会場、「阪神コンテンツリンクオンラインショップ」で販売。
- 阪神5311系2両セット
2011年10月発売。1980年から1981年にかけて冷房改造及び電機子チョッパ制御への換装が実施された状態をモデル化。同月15日から梅田・尼崎・甲子園・御影・三宮の各駅長室で発売。[注釈 14]
- フリー・里山交通 BD2012形電気機関車
講談社の分冊百科『週刊 SL鉄道模型』の創刊号同梱品。第1弾の名古屋鉄道デキ104からパンタグラフを外し、塗装を変更した物となっている。第32号に同梱される動力ユニット（12m級）により動力化できる。
- 阪急6330形2両基本セット・中間4両増結セット
2012年10月発売。2両基本セットは10000個、中間4両増結セットは1000個限定。1984年に6300系の増備車として1編成のみ製造された6330形8両をモデル化。大阪方の先頭車両(6330形)と中間車両(6930形)が1両ずつ入った2両基本セットと、中間車両(6850形)が4両入った中間4両増結セットに分けて発売された。基本セットの2両は同封の屋根パーツを使用することにより、京都方2両を再現することが可能。2012年10月6日・7日に「鉄道フェスティバル」会場で先行発売の後、11月11日から駅ごあんないカウンター、阪急うめだ本店模型売場、「はんしんまつり」会場、「阪神コンテンツリンクオンラインショップ」、天賞堂東京銀座店で販売。

- 富山地方鉄道14760形
2012年10月6日発売、6,000セット限定。映画「RAILWAYS 愛を伝えられない大人たちへ」のDVD・Blu-ray Discの豪華版特典。
- 名古屋市交通局1400形
2012年11月10日発売、10,000セット限定。名古屋市交通局90周年記念グッズ。
- 東武8000系8175F+8506F
- 京阪電車大津線600形4次車（鉄道むすめラッピング2両セット）
石山ともかミニ下敷き付き。「e-kenetマーケット」、神奈川県横浜市の京急百貨店および神奈川県海老名市の相鉄グッズショップ「そうにゃん」で販売。下敷きが付属しない通常品は一般発売。
- 京阪電車大津線700形（「全国”鉄道むすめ”巡り2015ラッピング」2両セット）
2016年3月30日発売、石山ともかミニトートバッグ付き。京阪石山駅の定期券売り場、京橋・枚方・三条のアンスリー、・プラグ・イン ドラッグくずはモール店、京阪百貨店守口店6階玩具売場、「e-kenetマーケット」および神奈川県横浜市の京急百貨店で販売。トートバッグが付属しない通常品は一般発売。
- 阪神5700系2両セット
2016年発売、第59回（2016年）ブルーリボン賞受賞記念グッズ。11月12日に西宮駅市役所口改札外で先行発売の後、11月26日に梅田・尼崎・甲子園・御影・神戸三宮・新開地の各駅長室、「鉄道甲子園オンラインショップ」、上新電機スーパーキッズランド本店・三宮1ばん館スーパーキッズランドおよび京急百貨店で販売。
- 北神急行電鉄7000系7051編成6両セット
2018年9月発売。北神急行電鉄30周年記念グッズ。同月1日に谷上SHビルで開催された「鉄コレ販売会」会場のほか、同年10月13日に谷上車両基地で開催された「北神急行フェスティバル」会場で抽選販売された。

### 動力ユニット
鉄道コレクション用に作られた、Nゲージ化用の動力ユニットで、ワンタッチで車体に装着することが可能。車両の発売にあわせて新しい仕様の製品が発売されることが多く、動力ユニットや車両製品に付属する台車枠を交換することで様々な種類の車両に対応する。フライホイール付きで自在継ぎ手により台車を駆動する。TM-01 - 04と、TM-LRT01はトミーテックのスーパーミニカーブレールに対応している。
- TM-01 (12m用)・TM-02 (15m用)
第1弾発売に合わせて発売された黒染め車輪の動力ユニット。片台車駆動。3種類の台車枠パーツとラピードカプラーユニットとのセット。台枠と台車枠パーツの成型色は黒。台車枠パーツの内容はTM-01 - 04で共通。後述のTM-03・TM-04の発売に伴い、生産中止となった。
- TM-03 (12m用)・TM-04 (15m用)
第2弾発売に合わせて発売された銀色車輪の動力ユニットで、TM-01・02に集電不良のクレームがあったため、急遽製作された。車輪以外はTM-01・02と共通。
- TM-05 (17m用A)・TM-06 (18m用)
第3弾の発売に合わせて発売。両台車駆動。従来と同じ3種類の台車枠パーツと、ラピードカプラーユニットのセット。台車枠パーツはTM-01 - 04と異なり、またTM-05とTM-06では異なる。2007年以降に再生産されたものではスペーサーの形状をTM-08と同様のものに変更し、使用するスペーサーによってはボディマウント式TNカプラーの使用も可能である。台枠と台車枠パーツの成型色はグレー。。後に「R」がついた製品が発売されている。これはボディマウント式TNカプラーを使用する際にぶつからないようにするためかギアの位置を内側に変更している。
- TM-07 (17m用B)
第4弾の発売に合わせて発売。両台車駆動。TM-05とは台車の軸距が異なる。付属の台車枠パーツは新規制作。台車枠パーツの成型色は黒。
- TM-08 (20m用A)
第5弾の発売に合わせて発売。両台車駆動。台車枠パーツは新規製作で、成型色は黒。従来とはスペーサーの形状を変更し、使用するスペーサーによってはボディマウント式TNカプラーの使用も可能である。
- TM-09 (20m用B)
第7弾の発売に合わせて発売。両台車駆動。台車の軸距はTM-07と同じ。台車枠パーツの成型色は黒。スペーサーにKサイズが追加されている。
- TM-10 (16m用A)
第8弾の発売に合わせて発売。両台車駆動。台車枠パーツはTM-01 - 04と共通の3種類の他に、第8弾各形式に対応したものが付属する。
- TM-11 (16m用C)
第10弾の発売に合わせて発売。両台車駆動。TM-10とは台車の軸距・台車間距離が異なる。台車枠パーツは3種付属で新規製作。成型色は黒。
- TM-11R (16m用C)
第15弾に合わせて2012年3月に発売。既に発売済みであるTM-11の改良版でリニューアルの頭文字「R」が付記されている。従来どおり第10弾の車両（新潟交通クハ37を除く）にも使用可能。両台車駆動で成型色は黒。台車枠はTR26、FU34、ブリル27Eが付属。
- TM-LRT01 (LRT用)
富山ライトレールTLR0600形と同時発売。両台車駆動。装着する車両が連接仕様であるため、動力ユニットも関節が設けられており、片側に設置されたモーターから自在継ぎ手を経て両台車を駆動している。成型色は黒。
- TM-12 (19m用A)
第11弾の発売に合わせて発売。両台車駆動。成型色は黒。台車枠パーツにはFS311、FS345、およびFS369が2色ずつ (グレーおよびブルーグレー) 付属。これにより阪急1010系および1300系の動力化が可能。
- TM-13 (19m用B)
名鉄5200系の発売に合わせて2010年4月に発売。両台車駆動。台車枠パーツにはFS-103およびKS-33がブルーグレーで、FS-107がグレーで付属。これにより阪急810系の動力化が可能。
- TM-14 (20m用A2)
国鉄・JR201系の発売に合わせて2011年1月に発売。TM-08とは台車間距離が異なる。台車枠パーツにはDT21、DT32およびTS-316が黒色で付属。
- TM-15 (20m用A3)
- TM-16 (20.5m用)
第13弾の発売に合わせて2011年2月に発売。両台車駆動。成型色は黒。
- TM-TR01 （路面電車用）
2011年4月発売。異なる車長に対応するため36mm、38.6mm、41.2mmの3段階に変えることができる。片台車駆動。台車枠はKL11（グレー）、日車C型（グレー）、FS78（グレー）が付属。
- TM-17 (20m用B2)
2011年10月発売。両台車駆動。台車枠はDT12（クロ）、DT13（クロ）、DT17（クロ）が付属。

### 動力台車枠
- TD-01
TM-01 - 04・10に付属の台車枠パーツのグレー仕様。TM-01 - 06・08・10用。
- TD-02
TM-07・09に付属の台車枠パーツのグレー仕様。TM-07・09用。

### Nゲージ走行用パーツセット
- TT-01
金属車輪4個とウェイト1個、ラピードカプラーユニット2個のセットで、ボギー台車の車両1両分。二軸の貨車にも使用可能で、この場合ウェイトは使用しない。生産中止。
- TT-02
第3弾の発売に合わせて発売。金属車輪8個（こちらからは中空軸に変更された）とウェイト2個、ラピードカプラーユニット2個のセットで、ボギー台車の車両2両分。ラピードカプラーユニットの胴受けは3種類の長さのものが同梱される。TT-04の発売にともない生産中止となった。
- TT-03
第4弾の発売に合わせて発売。TT-01と同一の仕様のものが2両分。ラピードカプラーユニットの成形色は黒。カプラースペーサー付き。後に「R」がつくものが発売され、ウェイトの幅を狭めている。
- TT-04
第5弾の発売に合わせて発売。TT-03のカプラーユニットの成形色をグレーとしたもの。こちらも後に「R」がつくものが発売され、ウェイトの幅を狭めている。

### パンタグラフ・他
メーカー推奨オプションであるトミーテック(TOMIX)製のパンタグラフに加え、同業他社である関水金属製やグリーンマックス製の各種パンタグラフも取り付けることが可能。PS13が推奨とされている車種の大半は実際にはPS11や東洋電機製造C2、あるいは三菱電機S-516・750など市販製品が未だ存在しないか分売されていない形式のパンタグラフを搭載している。それらにPS13が推奨されているのはあくまで便宜上のものでしかない。なお、二軸貨車・LRTと動力ユニットの大半を除いて床板にボディマウントタイプTNカプラー取り付け用の突起、溝がある。ただし、そのまま取り付けられる車種は限られており、実際には何らかの加工を必要とする場合が多い。

### 専用コントローラー
- 乾電池コントローラー
2008年9月発売。旧型電車の直接制御器をイメージした鉄道コレクション専用の電池式コントローラーで、「鉄コレ式制御器」の品名が付けられている。TOMIXのDCフィーダー (線路への給電コード) が付属しており、TOMIXレールに接続して使用する。単3電池を4本使用して動力車1台を制御できる。速度調整や進行方向の切り替えが可能。塗色はクリーム色の「A」と緑色の「B」の2種類。
- 国鉄101系運転台型コントローラー
2010年7月発売。国鉄101系電車の運転台を1/3サイズで再現したもので、以下の2種類のセットと、両方のセットを組み合わせたフルセットがある。電源は直流9ボルトで、交流100ボルトの家庭用電源から取得する。なお、通常のNゲージ動力車の動作については、自社製品であるTOMIX車両も含めメーカーでは保証していない。
  - マスコン・ブレーキセット
主幹制御器を模したマスコンと、ブレーキ弁を模したブレーキの2つのユニットからなる、車両の運転操作を行うユニットである。TOMIXのDCフィーダーが付属しており、TOMIXレールを使用する場合、車両の操作はこのセットのみで可能。ブレーキ弁ハンドルは実車同様脱着可能である。マスコンユニットには効果音のサウンドモジュールが実装されている (効果音吹鳴にはメーターユニットが必要)。
  - メーター・ドア開閉器セット
計器を模したメーターユニットとドアスイッチを模したドア開閉器の2つのユニットからなる、警笛・速度計・ブレーキ圧力計・ドアランプのギミックが実装されたユニット。メーターユニットに効果音吹鳴用のスピーカーが組み込まれている。このセットは単体では動作しない。
  - フルセット
上記2種類のセット。日本玩具協会の「日本おもちゃ大賞」2010年ハイターゲット・トイ部門で優秀賞を受賞している。

### 富井電鉄猫屋線
鉄道コレクション10周年企画第3弾として2016年に発売された1/80スケールの製品。実物の軌道が軌間762mmの軽便鉄道を想定しており、2018年10月現在10種類のラインナップがある。
2019年11月21日に放送された『科捜研の女 Series 19』の第21話「ドクターKの失敗/ぬいぐるみは見た!? 鉄道模型を魔改造する殺人犯の謎」ではトミーテックの撮影協力により、事件を解くカギとして使用された。

## 関連商品
- スーパーミニカーブレール・ミニカーブレール
トミーテックの鉄道模型「TOMIX」の製品。カーブ半径103mmの「スーパーミニカーブレール」は、レギュラーシリーズ第1・第2弾の全モデルと、TLR0600形 (動力ユニット装着時) のみ走行可能。なお、シリーズの他モデルも半径140mmの「ミニカーブレール」には対応する。